# Harrison Gray Otis (politico)
Harrison Gray Otis (Boston, 8 ottobre 1765 – Boston, 28 ottobre 1848) è stato un imprenditore, avvocato e politico statunitense, che divenne uno dei più importanti capi del primo partito politico degli Stati Uniti, quello Federalista. Era un membro degli Otis, una delle famiglie dei "Bramini di Boston".
Uno degli uomini più ricchi di Boston durante la sua epoca, si dice che Otis valesse almeno 800.000 dollari nel 1846, che nel 2014 sarebbero equivalenti a 6,5 miliardi di dollari.

## Vita e attività politica
Otis nacque a Boston (Massachusetts) l'8 marzo 1765 da Elizabeth (Gray) e Samuel Allyne Otis. Suo zio era il capo della Rivoluzione americana James Otis, e suo padre fu attivo nella prima politica americana come membro della Camera dei rappresentanti dello stato del Massachusetts, delegato alla convenzione Costituzionale dello stato del Massachusetts e delegato del Massachusetts al Congresso continentale. Sua zia era Mercy Otis Warren, una famosa poetessa. Un discendente fu Montgomery Harrison Ritchie, che morì nella Guerra di secessione americana e fu il primo marito di Cornelia Wadsworth Ritchie Adair.
Otis si diplomò alla Boston Latin School nel 1773 e alla Harvard University nel 1783, studiò legge e fu ammesso all'esercizio della professione di avvocato nel 1786, quando cominciò la pratica a Boston; sposò poi Sally Foster il 31 maggio 1790. Nel 1794 fu eletto all'assemblea legislativa del Massachusetts, e nel 1796 fu nominato dal presidente George Washington Procuratore degli Stati Uniti per il Massachusetts. Nel 1797, fu eletto alla Camera dei rappresentanti degli Stati Uniti per il Massachusetts come federalista e forte fautore del governo centralizzato, carica che occupò fino al 1801. Fu nominato nuovamente Procuratore degli Stati Uniti per il Massachusetts dal presidente John Adams (1801–1802), e fu ancora membro dell'assemblea legislativa statale dal 1802 al 1817, svolgendo parecchi mandati come Presidente del Senato del Massachusetts (1805–1806, 1808–1811). Fu eletto membro dell'Accademia americana delle arti e delle scienze nel 1804. Negli anni successivi, Otis fu eletto senatore degli Stati Uniti per il Massachusetts (1817–1822), e poi sindaco di Boston (1829–1831).
Nel 1814, nel mezzo della sua carriera politica, fu nominato anche giudice del tribunale per le cause civili (1814–1818), e svolse un ruolo essenziale come delegato alla controversa played a Convenzione di Hartford nella quale fu discussa la secessione del New England dagli Stati Uniti. Nel complesso, essa portò alla scomparsa dei Federalisti, e le ambizioni politiche di Otis ne soffrirono. Otis successivamente difese la convenzione nelle sue Letters Developing the Character and Views of the Hartford Convention (1820) e Letters in Defence of the Hartford Convention (1824).
Otis fu coinvolto in un importante scandalo finanziario durante la scelta del sito per la Camera dello stato del Massachusetts. Boston era determinata a rimanere la capitale dello stato, e nominò Otis in un comitato cittadino per acquistare dei terreni e donarli allo stato. Egli lo fece, ma ne approfittò per organizzare tacitamente anche l'acquisto per sé di 18,5 acri (75 000 m²) di terreno adiacenti dall'agente di John Singleton Copley, allora residente in Inghilterra. Dopo un decennio di controversie legali, la vendita fu dichiarata legittima e Otis e il Mount Vernon Proprietors (un cartello di investimento da lui fondato alla fine del XVIII secolo), sviluppò una gran parte della collina di Beacon Hill in un elegante ed esclusivo quartiere residenziale.
Otis fu sovrintendente della Harvard University dal 1810 al 1823, e docente della stessa università dal 1823 al 1825, nonché uno dei soci originari della Boston Bank. Nel 1812, Otis diventò anche un membro fondatore della Società antiquaria americana. Durante la sua carriera, costruì non una, ma tre grandi case in rapida successione, tutte progettate dal noto architetto Charles Bulfinch.
Morì a Boston il 28 ottobre 1848, ed è sepolto nel Cimitero di Mount Auburn, a Cambridge (Massachusetts).

## Galleria d'immagini

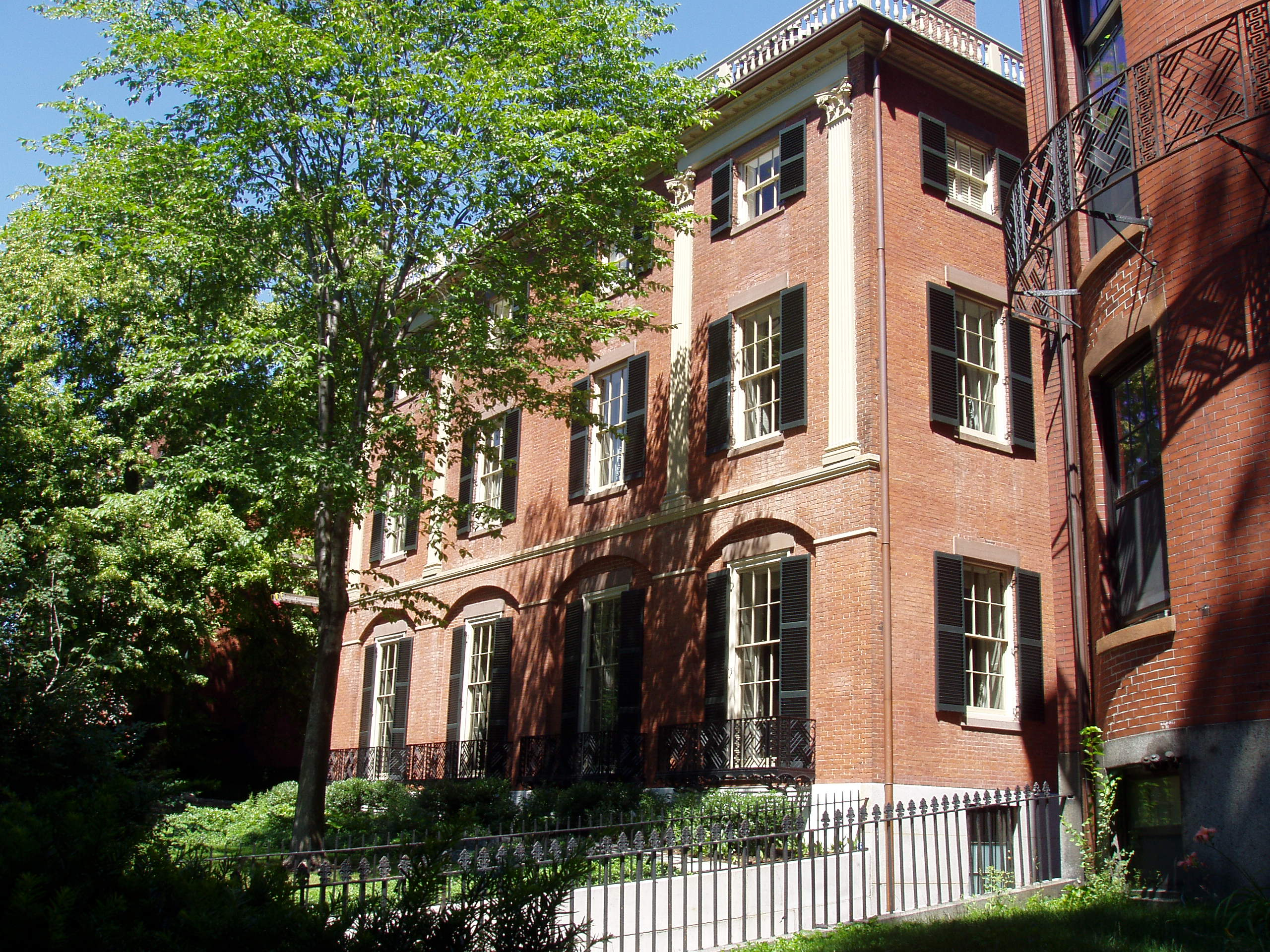
La seconda Casa di Harrison Gray Otis, Beacon Hill (Boston)
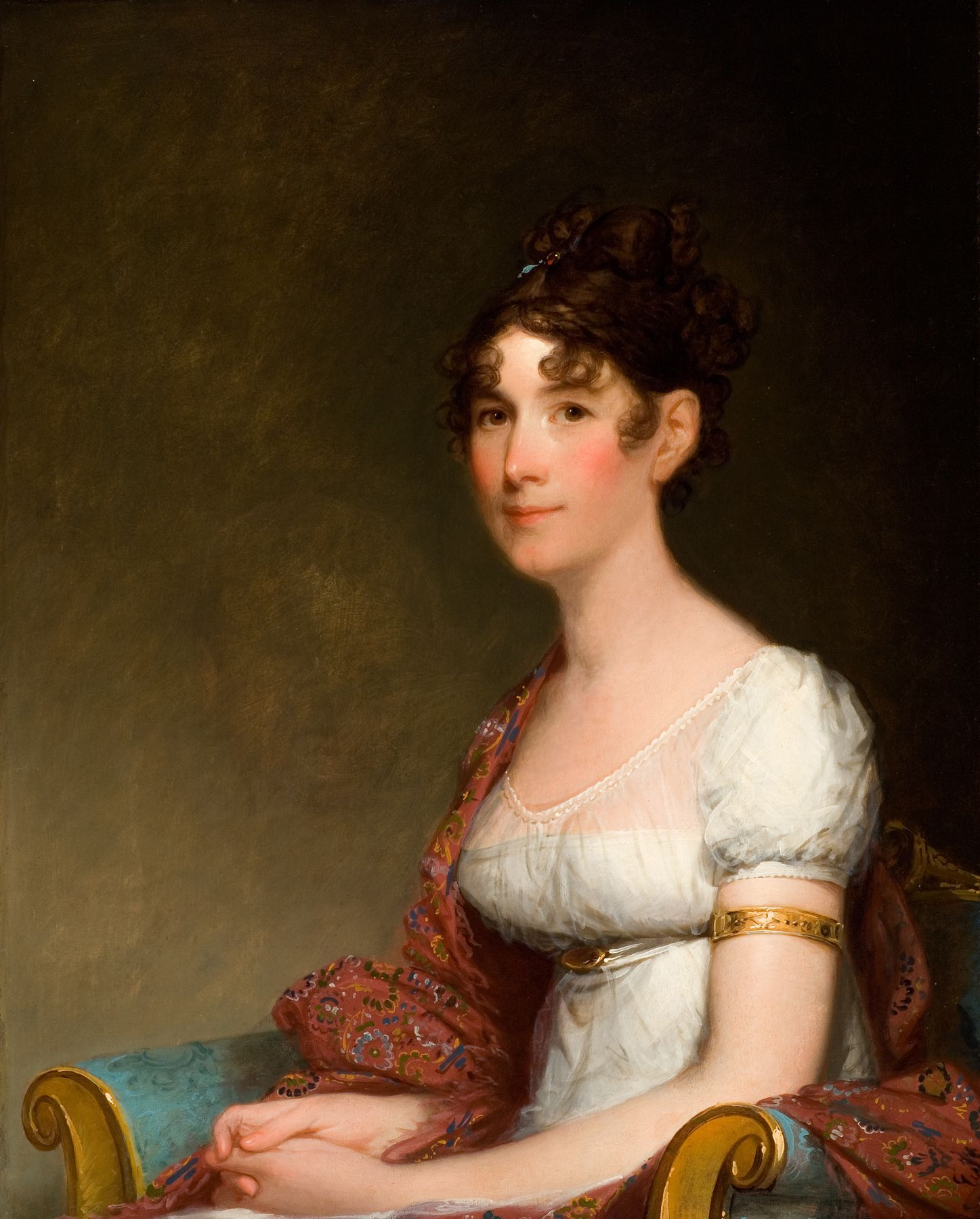
La signora Harrison Gray Otis, di Gilbert Stuart
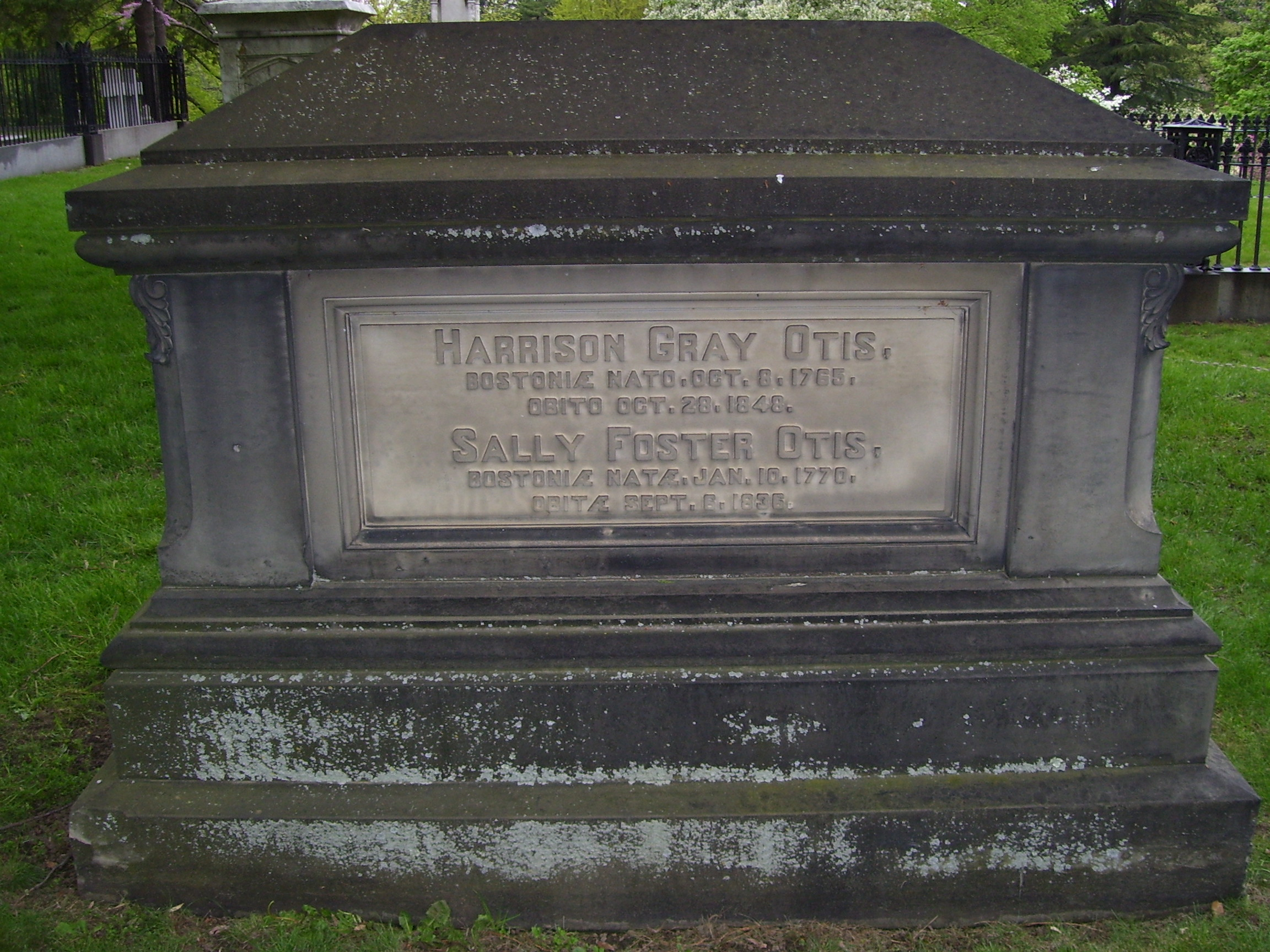
La tomba di Harrison Gray Otis nel Cimitero di Mount Auburn